# Stalobelus kivuensis
Stalobelus kivuensis är en insektsart som beskrevs av Capener 1972. Stalobelus kivuensis ingår i släktet Stalobelus och familjen hornstritar. Inga underarter finns listade i Catalogue of Life.